# Bernd Poieß
Bernd Poieß (* 10. April 1900 in Herne; † 11. Juli 1988 in Limburg an der Lahn) war ein deutscher Rezitator, Sprech-, Spracherzieher und NS-Funktionär.

## Leben
Poieß wuchs mit vielen Geschwistern im Ruhrgebiet auf.
Das Vorbild der Märchenerzählerin Lisa Tetzner war es, das Poieß letztlich ermutigte, in den 1920er Jahren erstmals öffentlich als Vortragskünstler aufzutreten. Hierdurch erlangte er bald Bekanntheit als Erzähler von Volksdichtungen wie Sagen oder Märchen.
Poieß war in den 1930er Jahren Leiter der Kulturabteilung Mittelland („Gebiet 15“) der Hitlerjugend mit Sitz in Halle. Dort wirkte er als Unterbannführer in der Jungenerziehung. Poieß bekleidete auch den Rang eines HJ-Oberstammführers. Als Vortragende lud er oft bekannte Schriftsteller und Persönlichkeiten wie etwa Wolf Justin Hartmann ein, aus deren Beiträgen er den erfolgreichen Sammelband „Kamerad, erzähle!“ zusammenstellte und herausgab. Unter dem Pseudonym Karl Baldamus (ein bekannter historischer Name in Halle und Umgebung) beschrieb Poieß im Jahre 1949 eine dieser Veranstaltungen geradezu verklärend:

„So haben wir sie sitzen gesehen, Buben mit hellem und dunklem Haar, auf Stuhlreihen und auf Bänken, wie die Spatzen auf dem Telegraphendraht. Ihre Gesichter waren nach vorn gerichtet, auf die Bühne hin. Als der Vorhang sich öffnete und im Saale die Lampen erloschen, da glänzten ihre Augen im Wiederschein des Rampenlichts (...) ein Dichter sollte auftreten. (... )“

1937 nahm Poieß an dem auf dem prominent besetzten Ersten Reichslager für Feier und Freizeit in Düsseldorf teil. Am 30. August 1937 beantragte er die Aufnahme in die NSDAP und wurde rückwirkend zum 1. Mai desselben Jahres aufgenommen (Mitgliedsnummer 5.070.163).
Nach dem „Anschluss“ Österreichs an das nationalsozialistische Deutsche Reich im Jahre 1938 war Poieß von 1939 bis 1943 Dozent für Sprach- und Sprecherziehung an der von den Nationalsozialisten gegründeten Musikhochschule in Graz-Eggenberg. Mit dem Komponisten Reinhold Heyden (1904–1946), NSDAP-Mitglied seit 1937 und ebenfalls im Lehrkörper der Grazer NS-Musikhochschule, gestaltete Poieß in den Kriegsjahren regelmäßig Radiosendungen meist heiteren Charakters: „Singt und lacht mit uns! Eine heitere Sendung über die Mainlinie hinweg. Es spricht Bernd Poieß. Es singt die Grazer Hitler-Jugend. Leitung: Reinhold Heyden.“ „Fangt euer Handwerk fröhlich an! Eine heitere Sendung mit Bernd Poieß und Reinhold Heyden.“
Während des Zweiten Weltkriegs sammelte und bearbeitete Poieß Soldatengeschichten und Ähnliches für Feldzeitungen und gab auch Feldausgaben klassischer Literatur wie Goethe im Tornister heraus.
Neben seinen anekdotischen, „quasi-faktualen“ Erzähltexten  schrieb Poieß auch Propagandaliteratur ganz im Sinne der nationalsozialistischen Wertvorstellungen, etwa 1941 den Aufsatz Das Rätsel der russischen Seele in der von Baldur von Schirach herausgegebenen Halbmonatsschrift Wille und Macht: „Auch wenn Bernd Poieß bei einer Gefangennahme russischer Soldaten nicht ausschloß, daß sie an unausdenkbaren Grausamkeiten beteiligt waren, schrieb er ihnen eine Kindlichkeit zu, 'die jetzt ihr ganzes Wesen auszumachen scheint.' Indem er erklärte, daß Hitler den Kampf aufnahm 'gegen Juda und damit der lebenszerstörenden Kraft schlechthin, die seit einem Jahrhundert den Namen Karl Marx führt', verband er den Bolschewismus mit dem Judentum. Poieß nahm ferner an, daß 'der Führer ... Stalin zuvorgekommen' sei und behauptete damit, daß Deutschland einen Präventivkrieg geführt habe. Die von Rodatz aufgestellte Bewertung der Russen versah Poieß mit anderen Worten. Sein vorherrschender Eindruck war, daß die Russen einfältig bis zum Infantilen seien und daß die Mehrzahl der Soldaten der Roten Armee 'aus primitiven Seelen ohne eigene Initiative' bestehe. Daneben erweiterte er die Bewertung des Russen um dessen barbarische Vergötzung der Technik, neben der es keine anderen Werte in Rußland gäbe.“
Nach 1945 hielt Poieß engen Kontakt mit dem ehemaligen Leiter der Grazer Musikhochschule, Felix Oberborbeck, ebenfalls Mitglied der NSDAP. Auf den von Oberborbeck organisierten Treffen ehemaliger Dozenten und Studierenden der Grazer Reichsmusikhochschule war Poieß mehrfach zu Gast. Poieß vertrat auch nach 1945 die Ideale der nationalistischen Politik. So gab er im Oktober 1949 auf einem Jugendlager von früheren Leitern der Hitlerjugend folgende Erklärung ab: „Im Jahre 1939 umfasste die Hitlerjugend 7.729.000 Mitglieder, die zum größten Teil mit wirklichem Idealismus und außerordentlicher Ergebenheit den Zielen der Hitlerjugend (und damit dem Dritten Reich) dienten. Es wäre schade, wenn die großen Qualifikationen der Führer dieser Jugend verloren gingen.“
Bernd Poieß war in den 1950er Jahren ein bekannter Erzähler und Rezitator. Er rezitierte auch eigene Werke. Eine seiner bekanntesten eigenen Geschichten hieß Die Klompen und war ganz auf den mündlichen Vortrag hin geschrieben.

## Kritiken
Die Kölnische Rundschau schrieb seinerzeit
Auch wer den Erzähler und Sprecherzieher Bernd Poieß seit mehr als zwei Jahrzehnten häufig hörte, ist immer wieder überrascht von den vielfältigen Ausdrucksmöglichkeiten, die ihm zu Gebote stehen. Das geht vom zartesten Piano bis zum Fortissimo. Das reicht von Lyrik über Märchen, die Sage, die Anekdote, die Schnurre, die Ballade, die Erzählung bis zum Faust und der Bibel.
Die Koblenzer Rheinpost urteilte über eine von Poieß' Rezitationsveranstaltungen
Das vorgetragene tiefgründige und doch ganz schlichte Erzählgut war von so natürlicher Frische, dass man mit Bernd Poieß alles mitzuerleben meinte. Nicht endenwollender Beifall dankte ihm (...). Es war ein geistiger Leckerbissen, den man sich nicht oft genug wünschen könnte.
Die Bochumer Westfalenpost sprach von „Stürmen der Begeisterung“, die Poieß bei vielen Zuhörern auslöste, so wie der Obersteirer von einem „einmaligen Erlebnis“ und die Lüneburger Landeszeitung von einer Vortragskunst, die „in ihrer Vielseitigkeit und von Herzen strömender Unmittelbarkeit (...) unübertrefflich“ ist.

## Werke

### Sprechplatte
Auf der 25-cm-Langspielplatte Bernd Poieß erzählt Heiteres und Besinnliches, die in dem katholischen Plattenverlag Studio Union in Limburg erschien, spricht Poieß das Volksmärchen Der dicke fette Pfannkuchen, das russische Märchen Der ungewaschene Bräutigam, Heinrich von Kleists Anekdote aus dem letzten preußischen Kriege, die Rheinsage Die Ritter von Bolanden Johann Peter Hebels Unverhofftes Wiedersehen und seine eigene Geschichte von den Klompen.
Auf der 25-cm-Langspielplatte Beppo, der arme Savoyardenknabe, die auch in dem katholischer Plattenverlag Studio Union erschienen ist, spricht Poieß eine fröhliche Weihnachtsgeschichte mit einem Vorspiel und Nachspiel von und mit Christoph Ertel am Cembalo.

### Bücher und Beiträge (Auswahl)
- „Die Welt gehört den Führenden. Lied mit Noten aus der Reihe“Gedichte der Kameradschaft„von Herybert Menzel und Bernd Poieß.“ – Der Reichsschulungsbrief. Sonderheft Reichsparteitag IX. Folge. Nürnberg 1936.
- Kamerad, erzähle! Geschichten für Jung und Alt. (Hg.) Leipzig 1938.
- „Deutsche Kulturarbeit im Kriege.“ – Schloss Eggenberg. Die Staatliche Hochschule für Musikerziehung in Graz. Zur festlichen Eröffnung der Staatlichen Hochschule für Graz durch Reichsminister Bernhard Rust, 10. und 11. Mai 1940 Graz 1940.
- „Das Rätsel der russischen Seele.“ – Baldur von Schirach: Wille und Macht. Führerorgan der nationalsozialistischen Jugend. Berlin: Franz Eher Nachf. 1941,
- Goethe im Tornister. (Hg.). Schriftenreihe zur Truppenbetreuung, Heft 23. Feldzeitung von der Maas bis an die Memel 1942.
- Soldatengeschichten. (Hg.). Schriftenreihe zur Truppenbetreuung, Heft 29. Feldzeitung von der Maas bis an die Memel 1943.
- „Die Gabe der Gesichte. Stunden mit Agnes Miegel.“ – Das Ostpreußenblatt, Jg. 10, Folge 10 (7. März 1959), 10.
- Glaube, Wissen, Wirken. Theologische Hochschule der Pallottiner. (Red.) Vallendar 1964.
- Felix Oberborbeck zum 70. Geburtstag. [et al.] Hagen 1969.